# Мариано-дель-Фриули
Мариано-дель-Фриули (итал. Mariano del Friuli) — коммуна в Италии, располагается в регионе Фриули-Венеция-Джулия, в провинции Гориция.
Население составляет 1583 человека (2008 г.), плотность населения составляет 192 чел./км². Занимает площадь 8 км². Почтовый индекс — 34070. Телефонный код — 0481.
Покровителем коммуны почитается святой Готард, празднование 5 мая.

## Демография
Динамика населения:

## Администрация коммуны
- Официальный сайт: